# Nguyễn Minh Phương
Minh Phuong Nguyen (vietnamesische Schreibweise Nguyễn Minh Phương; * 5. Juli 1980) ist ein vietnamesischer Fußballspieler.

## Karriere
Nguyen spielt seit 2003 in der V-League bei Đồng Tâm Long An und seit 2002 in der vietnamesischen Fußballnationalmannschaft. Von 1998 bis 2002 spielte Nguyen bei Thép Miền Nam Cảng Sài Gòn.
2001/02, 2005 und 2006 wurde der Mittelfeldspieler mit seinem jeweiligen Verein vietnamesischer Meister, 2000 und 2005 gewann er den vietnamesischen Pokalwettbewerb. Im Jahr 2006 gewann er den vietnamesischen Supercup.
Bei der Fußball-Asienmeisterschaft 2007 führte er seine Mannschaft als Kapitän ins Viertelfinale, bei dem die Mannschaft dem späteren Turniersieger Irak mit 0:2 unterlag.
Im Jahr 2010 wurde er mit dem Vietnamesischen Goldenen Ball als Spieler des Jahres ausgezeichnet.
| Personendaten    | Personendaten                  |
| ---------------- | ------------------------------ |
| NAME             | Nguyễn, Minh Phương            |
| ALTERNATIVNAMEN  | Nguyen, Minh Phuong            |
| KURZBESCHREIBUNG | vietnamesischer Fußballspieler |
| GEBURTSDATUM     | 5. Juli 1980                   |